# Gori vatra
Gori vatra es una película de comedia dramática bosnia dirigida por Pjer Žalica de 2003.

## Sinopsis
La trama tiene lugar en la pequeña ciudad de Tešanj en la Federación de Bosnia y Herzegovina, dos años después de la Guerra de Bosnia. La ciudad está dominada por la corrupción, la prostitución y el crimen organizado. La gente de Tešanj vive en paz, aunque las cicatrices de la guerra son visibles en todas partes de la ciudad, así como en el alma de las personas. Después de la guerra, la población de Tešanj se compone casi exclusivamente de bosnios. Los serbios étnicos ahora viven en las aldeas circundantes.
Se anuncia que el presidente de Estados Unidos, Bill Clinton, realizará una visita a la ciudad. Los burócratas occidentales llegan a Tešanj para supervisar los preparativos de la visita. Todo en la ciudad debe estar en orden, incluida la falsa hermandad entre bosnios y serbios.

## Reparto
- Enis Bešlagić como Faruk
- Bogdan Diklić como Zaim
- Saša Petrović como Husnija
- Izudin Bajrović como Mugdim
- Emir Hadžihafizbegović como Stanko
- Jasna Žalica como Hitka
- Senad Bašić como Velija
- Feđa Štukan como Adnan
- Hubert Kramar como Supervisor
- Admir Glamočak como Hamdo
- Aleksandar Seksan como Pic
- Almir Čehajić como Osman
- Alban Ukaj como Glavar

## Banda sonora
La cantante folclórica bosnia Emina Zečaj grabó la música para la película.

## Premios
- Silver Leopard, Festival Internacional de Cine de Locarno - 2003
- Golden Star, Festival Internacional de Cine de Marrakech - 2003
- Mejor ópera prima, Festival de Cine de Sarajevo - 2003